# Bernat Ferrer i Frigola
Bernat Ferrer i Frigola (Barcelona, 1982) és un periodista català que ha sigut coeditor del digital Anoiadiari.cat, ha treballat a Vilaweb, Directe.cat, Tribuna Catalana, Festes.org i Xarxanet.org. El 2015 treballa a Nació Digital i Nació La Flama, escrivint sobre política i cultura popular, respectivament. Membre del Grup de Periodistes Ramon Barnils, ha estat gairebé a totes les redaccions de la “Internet sobiranista”. També ha col·laborat al setmanari El Temps, Europa de les Nacions, Nationalia, El Punt i Regió 7. El 2011 va publicar el llibre-entrevista Converses amb Oriol Junqueras.